# تپه خرسیان (خرسیون)
تپه خرسیان (خرسیون) مربوط به دوران پیش از تاریخ ایران باستان است و در شهرستان الیگودرز، روستای خرسیان واقع شده و این اثر در تاریخ ۵ آذر ۱۳۸۰ با شمارهٔ ثبت ۴۳۵۸ به‌عنوان یکی از آثار ملی ایران به ثبت رسیده‌است.